# Водолистник виргинский
Водолистник виргинский (лат. Hydrophyllum virginianum) — вид многолетних водных растений, относящийся к роду Водолистник (Hydrophyllum) семейства Бурачниковые(Boragináceae). Распространён в восточной части Северной Америки.

## Описание
Hydrophyllum virginianum распространяется с помощью корневищ, образуя большие колонии в лесистой местности. Может также размножаться семенами. Проростки обычно появляются в начале или середине весны. Цветки синие, белые или фиолетовые, появляются в середине или конце весны; находясь под воздействием солнечного света, быстро обесцвечиваются. Молодые листья зачастую полностью зелёные, но по мере роста на них появляются белые пятна, исчезающие в начале лета.